# معرض الرياض للفضاء
معرض الرياض للفضاء يقام في مدينة الرياض، بتنظيم من الهيئة الملكية لمدينة الرياض وبالشراكة مع وزارة التعليم والهيئة السعودية للفضاء ومدينة الملك عبدالعزيز للعلوم والتقنية وواحة الملك سلمان للعلوم، ويقام في مقر واحة الملك سلمان للعلوم تحت شعار: "الإنسان والفضاء". يمتد لـمدة 30 يوماً من 29 جماد الثاني وحتى 29 رجب 1444هـ.
يمزج المعرض بين العلم والترفيه، ويسهم في إثراء الحياة العلمية والثقافية، وتحقيق النمو المنشود في هذا القطاع، بما ينسجم مع أهداف “رؤية السعودية 2030”.

## التجارب التعليمية
يقدم المعرض تجارب تعليمية وتفاعلية حية، للتعرف على الإنجازات العظيمة التي أحدثت فارقاً كبيراً في فهم الإنسان للكون وساهمت في تطوير اكتشافاتها في الفضاء الفسيح، والتي تمكّن الزوّار بمختلف فئاتهم العمرية من التعرف على علوم الفضاء واكتشافاته بشكل مباشر، من خلال تصوير العلاقة بين الإنسان والكون، والمساعدة في استكشاف ومعرفة أسرار الفضاء على مر العصور، ابتداء من علم الأرصاد الفلكية، ومروراً بإطلاق الرحلات الفضائية، ووصولاً إلى تطوير التقنيات الحديثة.

## المحطات
يشتمل المعرض على 8 محطات للتجارب الحية، حيث ينقل زواره من خلال استخدام ألعاب تعليمية ممتعة، وأجهزة محاكاة تفاعلية، مثل "المشي على المريخ"، وتجربة تقنيات تستخدم لدراسة الكون مثل: التلسكوب، والأقمار الصناعية وغيرها في رحلة لاستكشاف تطور علم الفلك، وعلم الكونيات، وعدد من النظريات العلمية الحديثة حول طبيعة الكون، إلى جانب تنظيم دورات تفاعلية حول استكشاف الفضاء وأسراره، تجيب على الأسئلة التي تتردد باستمرار في عقول الزوار حول الفضاء وعلومه واكتشافاته.